# Мироновская ТЭС
Мироновская ТЭС — тепловая электростанция в пгт Мироновский Донецкой области, Украина.

## История
Мироновская ГРЭС мощностью 100 МВт была введена в эксплуатацию 15 октября 1953 года.
Через 2 месяца введён в эксплуатацию второй турбоагрегат мощностью 100 МВт и котёл № 3.
В 1957 году был ввёден последний, пятый агрегат, мощностью 100 МВт.
В 1995 году была создана государственная акционерная энергоснабжающая компания «Донецкоблэнерго» (с 1998 года - ОАО ДТЭК «Донецкоблэнерго»), в ведении которой осталась ТЭЦ.
28 июля 2003 года Мироновская ТЭЦ была внесена в перечень особо важных объектов электроэнергетики Украины, обеспечение охраны которых было возложено на ведомственную военизированную охрану во взаимодействии со специализированными подразделениями МВД Украины и иных центральных органов исполнительной власти.
3 трубы Мироновской ТЭС имеют высоту около 120 метров.

## Эксплуатация
В настоящее время на станции в эксплуатации находится один турбогенератор:
- № 5 мощностью 115 МВт

и 3 котла 
- № 4 типа ТП-230-3, № 9 и № 10 типа ТП-230-2.

В 2004 году в эксплуатацию были введены после реконструкции котёл № 9 и турбогенератор № 5 электрической мощностью 115 МВт.